# 中鐵綫
中鐵綫（英語：Central Rail Link），為香港特別行政區政府在《2022年度香港行政長官施政報告》中所提議的鐵路發展項目，由元朗錦田途經曹公潭、梨木樹邨、石蔭/石籬，連接九龍塘，以紓緩屯馬綫以及北環綫未來北部都會區人口增長的運輸壓力。

## 走綫
初部建議由錦上路站出發，經過一直未有鐵路覆蓋的上葵涌，再穿過金山直接接駁九龍塘站。消息指中鐵綫不會與荃灣綫交匯，沿途亦只設少量中途站，目的是希望新界居民能在短時間往返市區，在上葵涌或設兩個中途站。
當局亦計劃在九龍塘的公園或空地興建中鐵綫的九龍塘站，而又一城旁邊的歌和老街公園則為其中一個選址，將來亦會興建地下通道接駁原有之鐵路車站建築。
由於香港政府早前已要求港鐵就北環綫南延之可行性作研究，顧問公司報告亦指出南延走綫可行，故此上述走綫極有可能屬於北環綫的南延部分，而非獨立成綫。
而在《2023年度香港行政長官施政報告》中建議，中鐵綫將於「荃景圍」、「東北荃灣」、「東北葵涌」增設額外三個車站，並會將荃灣綫延伸至荃景圍接駁中鐵綫。

## 車站及接駁路綫
| 站名     | 站名     | 轉乘路綫      | 所在行政區域       | 通車日期 |
| 中鐵綫   | 中鐵綫   | 中鐵綫        | 中鐵綫             | 中鐵綫   |
| -------- | -------- | ------------- | ------------------ | -------- |
|          | 錦上路   | 屯馬綫 北環綫 | 元朗區             | 未定     |
| 荃景圍   | 荃景圍   | 荃灣綫        | 荃灣區             | 未定     |
| 東北荃灣 | 東北荃灣 | -             | 荃灣區             | 未定     |
| 東北葵涌 | 東北葵涌 | -             | 葵青區             | 未定     |
|          | 九龍塘   | 東鐵綫 觀塘綫 | 九龍城區／深水埗區 | 未定     |
| 论 编    |          |               |                    |          |

## 外部連結
- 香港鐵路大典上的相关条目：中鐵綫